# Gandenitz
Gandenitz [ˈgandənɪts] ist ein Ortsteil der amtsfreien Stadt Templin im Landkreis Uckermark (Brandenburg). Gandenitz war bis 2003 eine selbständige Gemeinde.

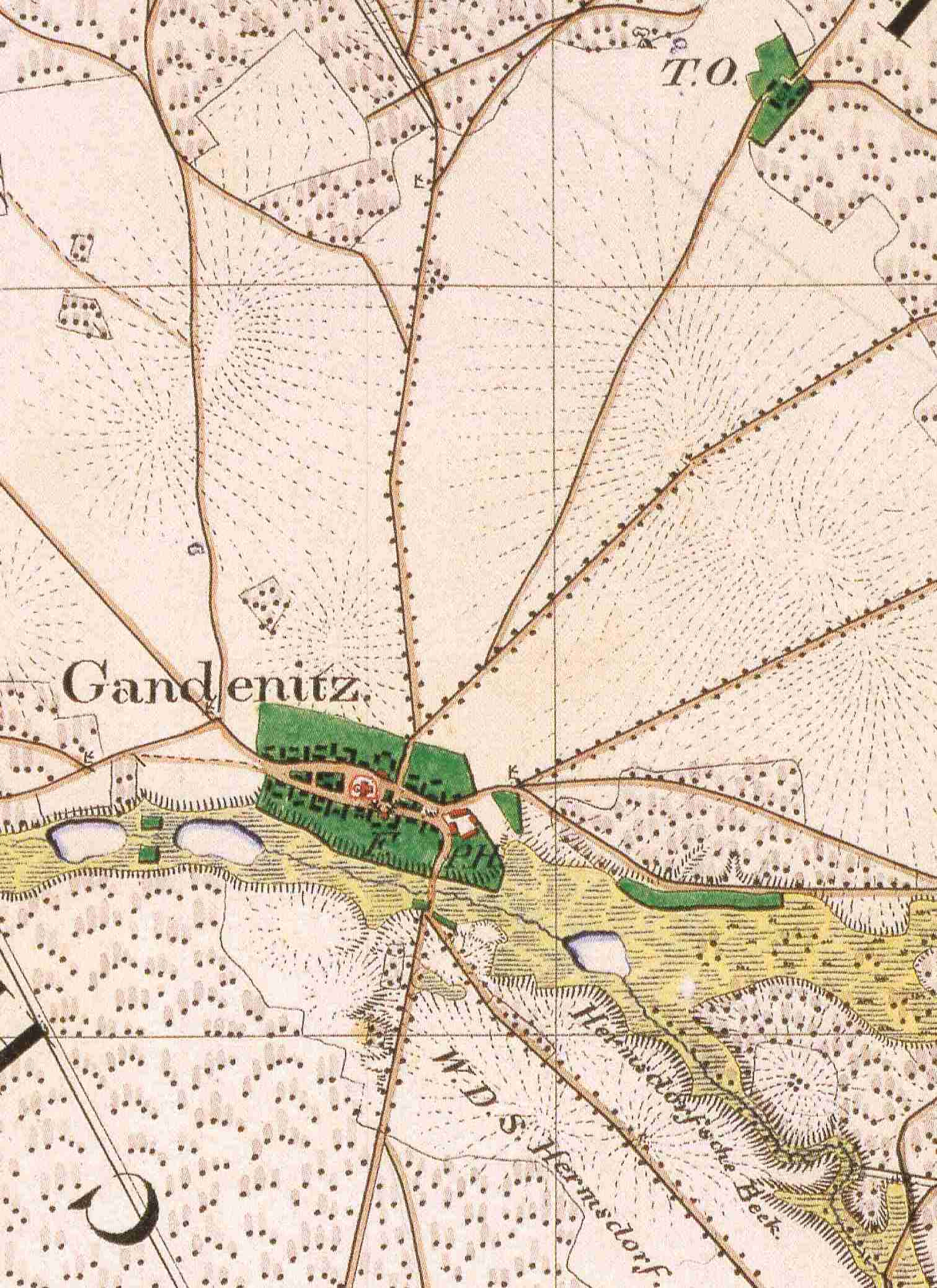
Gandenitz auf dem Urmesstischblatt 2846 Gandenitz von 1825

## Geographische Lage
Gandenitz liegt rd. 7,2 km Luftlinie nordwestlich der (Kern-)Stadt Templin. Die Gemarkung grenzt im Norden an Warthe (Ortsteil der Gem. Boitzenburger Land), im Osten an Klosterwalde (Ortsteil der Stadt Templin), im Süden an die Gemarkung der Kernstadt Templin, im Südwesten an Densow (Ortsteil der Stadt Templin) und im Nordwesten an die Gemarkung der Kernstadt Lychen. Gandenitz ist von Templin aus zunächst über die L 23 und dann von dieser Straße abzweigend auf der K 7330 zu erreichen. Diese Kreisstraße führt weiter über Alt Placht nach Densow. Im Ort beginnt die K 7357, die nach Mahlendorf (Wohnplatz im Ortsteil Warthe der Gem. Boitzenburger Land) führt.
Der größere Teil der Gemarkung ist bewaldet. Die höchsten Erhebungen sind die Leiterberge im Norden der Gemarkung mit 109,5 m. Tiefster Punkt ist der kleine, noch zu Gandenitz gehörige Uferbereich des Netzowsees mit 51,4 m. An der Südgrenze der Gemarkung, aber trotzdem nahe am Ort liegen der kleine Fienensee und der Schulzensee. Sie sind durch die bereits in den Schulzensee einmündende Hermsdorfer Beck (auch Knehdenfließ) miteinander verbunden. Die Hermsdorfer Beck (früher Hermsdorfer Beke) führt weiter zum Netzowsee. In die Hermsdorfer Beck mündet südöstlich vom Ortskern der vom Wohnplatz Moses Krug kommende Metzelthiner Forstgraben. Im Urmesstischblatt von 1826 ist südöstlich des Ortskerns im Verlauf der Hermsdorfer Beck ein weiterer kleiner See ohne Namen verzeichnet. Der bei Berghaus genannte Kripkensee, liegt heute auf der Gemarkung der Kernstadt Templin.
Zum Ortsteil Gandenitz gehören heute die Wohnplätze Küstrinchener Weg, Moses Krug und Heckenhaus Hohenheide. Um 1900 gab es noch weitere Wohnplätze: das Wildwärterhaus Griebchen, ein Zaunwärterhaus westlich des heutigen Heckenhaus Hohenheide, ein Zaunwärterhaus an der Straße nach Mahlendorf, in unmittelbarer Nähe der Leiterberge und den Wohnplatz Teerofen (der noch 1967 als Wohnplatz genannt ist). Das Forsthaus Griebchen war um 1825 bereits vorhanden, kam aber erst 1929 zur Gemarkung Gandenitz. Es wurde 1967 noch als Wohnplatz Waldwärterhaus Wuppgarten genannt, ist heute aber ebenfalls verschwunden.

## Geschichte
Die erste urkundliche Erwähnung des Ortes erfolgte 1319 in einer Urkunde des brandenburgischen Markgrafen Waldemar. Es wird darin als „Gandenitcz“ bezeichnet, in der von Riedel angegebenen Umschrift lautet es Gandenitz. Nach dem Wortlaut der Urkunde schenkte Waldemar der Kirche in Havelberg die Dörfer Polssen und Hermsdorf, nahe bei Gandenitz gelegen (später wüst gefallen und nicht wieder aufgebaut worden). Der Name leitet sich aus einer altpolabischen Grundform * Gąd-nici ab, was als „Ort, wo Leute eines Mannes namens Gąd-n wohnen“. Der Personenname geht auf eine urslawische Form * gosti, godo geigen, musizieren, spielen zurück. Nach der Dorfstruktur ist Gandenitz ein Angerdorf, eine typische Dorfform der deutschen Ostsiedlung. 1324 schlossen der brandenburgische Markgraf Ludwig I. und der mecklenburgische Herzog Heinrich II. einen Vergleich über die Vogteien Jagow, Stolp(e) und Liebenwalde in Gandenitz. Im Landbuch Karls IV. von 1375 wird Gandenitz wie folgt beschrieben:

„Gandenitze 52 [mansi]. Quilibet dat in pactum 12 solidos; precaria 3 solidi, 1 modius siliginis, 1 modius ordei, 2 modii avene. Ad dotem iacent 4 mansi, quos plebanus habet sub cultura. Filii Martini Tuneman habent pactum super 4 mansos. Tydeke Hindenborg, civis in Templyn, habet pactum super 4 mansos. Herman Barstorp habet pactum super 9 mansos. Petyr Colene cum patruis suis habet pactum super 6 mansos. Czacheus Redelstorp habet pactum super 4 mansos. Residuos pactus et precarias habet Hynr. Slepekow cum fratribus suis. De hiis [mansis] sunt in possessione 16 habent libertatem ad triennium; alii iacent desolati. Taberna dat 24 solidos et est desolata. Costenworde 14, quelibet dat 6 denarios et 1 pullum et iacent desolatae. Prope villam iacet molendinum dans in pactum 2 choros annone et est desolatum, pertinens ad Spiritum sanctum in Temply. Prope hanc villam iacet Kaltbrake (Kalkbruch), de quo datur 1 talentum; item stagnum super quod 2 tractiones sagene, spectans ad Sanctum Spiritum in Templyn.“

Das Dorf hatte 52 Hufen. Jede Hufe gab an Pacht 12 Schillinge, an Bede 3 Schillinge, 1 Scheffel Roggen, 1 Scheffel Gerste und 2 Scheffel Hafer. Der Pfarrer bearbeitete 4 Dotalhufen. Die Pacht von 4 Hufen bezogen die Söhne des Martin Tunemann. Tydeke Hindenburg, Bürger von Templin zog die Pacht von 4 Hufen ein, Hermann Barstorf hatte Anrecht auf die Pacht von 9 Hufen und Peter Colene auf die Pacht von 6 Hufen. Zacheus Redelsdorf hatte die Hebung auf die Pacht von 4 Hufen und die Pacht der restlichen Hufen sowie die Bede ging an Heinrich Slepekow und seine Brüder. Von diesen restlichen Hufen wurden 16 bewirtschaftet, waren aber für drei Jahre von Abgaben befreit. Die übrigen Hufen lagen wüst. Der Krug lag wüst und gab vorher 24 Schillinge. Auch die 14 Kossätenstellen lagen wüst; sie gaben vorher jeder 6 Pfennige und ein Huhn. Auch die nahe dem Dorfe gelegene Mühle war wüst; sie gab vorher 2 Wispel Getreide („annone“) an Pacht an das Heilig-Geist-Hospital in Templin. Der nahe dem Dorfe gelegene Kalksteinbruch gab 1 Talent. Der nahe gelegene See gehörte ebenfalls dem Heilig-Geist-Hospital in Templin und brachte 2 Garnzüge Fische ein.

### 15. und 16. Jahrhundert
| Jahr | Einwohner |
| ---- | --------- |
| 1734 | 110       |
| 1774 | 150       |
| 1790 | 090       |
| 1801 | 222       |
| 1817 | 230       |
| 1840 | 344       |
| 1858 | 636       |
| 1895 | 478       |
| 1925 | 427       |
| 1939 | 443       |
| 1946 | 554       |
| 1964 | 404       |
| 1971 | 263       |
| 1981 | 302       |
| 1991 | 282       |
| 2002 | 319       |
| 2013 | 276       |
| 2017 | 269       |

1416 wurden die Gebrüder Stepken mit den Abgaben von 16 Hufen in Gandenitz belehnt. Sie besaßen das Recht zur Kalkgewinnung auf der Gemarkung. Sie hatten die Gerichte, Wagendienste und das Schulzengericht. 1445 war das Dorf wüst gefallen. Die wüste Feldmark verlieh der brandenburgische Kurfürst Friedrich II. („der Eiserne“, auch Eisenzahn genannt) der Stadt Templin. Lediglich 2 Höfe mit 4 Hufen, die Achim v.d.Warte besaß, waren davon ausgenommen. Sie sollten aber später ebenfalls der Stadt Templin zukommen. Der Kurfürst hatte sich aber das Recht, Kalk zu brechen vorbehalten, d. h., er konnte dieses Recht auch an andere Personen verleihen. Auch in einer Urkunde von 1459 wird das Dorf explizit als wüst (= unbewohnt) bezeichnet. 1464 verlieh Kurfürst Friedrich der Stadt Lychen das Recht auf der Feldmark Gandenitz Kalkerde zu graben und Kalksteine zu brechen nach ihrem Bedarf. Wann der Wiederaufbau des Dorfes erfolgte ist nicht genau bekannt. 1560 war Gandenitz z. T. jedenfalls wieder aufgebaut, die Feldmark wieder (z. T.) geräumt. Es war wieder Kirchdorf; der Pfarrer hatte zwei freie Hufen. Die Glocke von 1567 dürfte auch den terminus post quem non der Wiederherstellung der Kirche markieren. Für das Jahr 1578 werden wieder elf Bauern, die elf Hufen bewirtschaften, ein Kossäte, ein Hirte und ein Pachtschäfer genannt, d. h., dass möglicherweise nur ein Teil der früheren Felder wieder in Bewirtschaftung genommen wurden. Eine andere Möglichkeit wäre, dass je drei Hufen der 52 Hufen von 1375 zusammengelegt wurden und die Bauern damit größere Hufen bewirtschafteten.

### 17. Jahrhundert
In den Jahren nach 1616 war auch der Kalkbrennofen wieder in Betrieb. Es gab einer Schäferei und ein Ackerwerk des Rates der Stadt Templin. A1624 wohnten elf Bauern, die elf Hufen bebauten und ein Kossäte im Dorf. Im Dreißigjährigen Krieg wurde das Dorf völlig zerstört. Die Bewohner kam um oder flohen. 1649 wurde die wüste Feldmark an einen Bürger namens Fehlow verpfändet. Die Felder waren wieder verwachsen. 1696 löste der Rat der Stadt das Pfand wieder aus.

### 18. Jahrhundert
1701 zerstörte ein Sturm den Kiefernwald bei Gandenitz. Daraufhin wurde ein Teerofen angelegt und auf acht Jahre verpachtet. Er durfte dabei das nicht weiter nutzbare Holz des Sturmschadens verschwelen. 1702 war das Dorf z. T. wieder aufgebaut. 571 Morgen (zu 300 Quadratruten) und acht Wörden waren wieder geräumt, aber 355 Morgen waren immer noch bewachsen. Der Acker wurde als "mittelmäßig gut" beschrieben. Die Felder waren in elf steuerpflichtige Hufen und eine Ritterhufe eingeteilt. Die Größe eine Hufe betrug, abzüglich der Brache (ein Drittel), 52 Morgen 16½ Quadratruten. Der Pacht für den Teerofen wurde 1709 wegen Holzmangels nicht mehr erneuert. 1711 wurden an Einwohner genannt: zehn Bauern, zwei Paar Hausleute, ein Pachtschäfer und ein Hirte ohne Vieh. Die elf steuerpflichtigen Hufen mussten mit sechs Groschen versteuert werden.
1731 wurde das sog. Rittergut der Stadt Templin näher beschrieben. Es hatte 139 Morgen (zu 400 QR) bzw. 310 Morgen (zu 180 QR) Land in drei Feldern auf der Feldmark Gandenitz, in der ritterfreien, sog. Weidehufe, weiter 119 Morgen (zu 400 QR) bzw. 264 Morgen (zu 180 QR) auf der Feldmark des wüsten Dorfes Hermsdorf (inkl. des sog. Kirchhofs) und 34 Morgen bzw. 75 Morgen auf den sog. Herrenbreiten (oder Gerichtshufen) auf der wüsten Feldmark Hermsdorf. Zusammen hatte das Gut 292 neue Morgen bzw. 649 alte Morgen und 36 (neue?) Morgen Wiesen, auf denen 16 Rinder, 800 Schafe, Schweine und Federvieh gehalten wurden. Die Stadt Templin war wegen der sog. Rittergütern Gandenitz, Knehden und Stempnitz im Landtag auch unter der Ritterschaft vertreten. 1734 wird die Einwohnerschaft mit zehn Bauern, drei Kossäten, drei Häuslingen, einem Leineweber, einem Schneider, zwei Schäfern, einem Hirten, zehn Knechten und sieben Mägden angegeben. Die elf Hufen hatten eine Größe von 28 (neuen) Morgen und 179 Quadratruten. Vor 1771 war erneut ein Teerofen auf der Gemarkung von Gandenitz errichtet worden. Er lag ca. 2,2 km nordnordöstlich des Ortskerns. Er existierte noch bis mind. 1860. Der Wohnplatz ist heute völlig verschwunden. 1775 war Gandenitz wieder selbständige Pfarrei geworden. Es gab ein Vorwerk (das sog. Rittergut), eine Schäferei, einen Teerofen und eine Heideläuferwohnung (Unterförsterei). Neben den zehn Bauern wohnten 10 Kossäten und 20 Büdner und Einlieger im Dorf. Insgesamt gab es 27 Feuerstellen. 1781 wurde das Rittergut gegen eine Jahrespacht von 393 Talern und 15 Groschen und die Zahlung eines Erbstandsgeldes von 400 Talern an die Gemeinde Gandenitz verpachtet. 1784 wurde das Gut jedoch an Tobias Conrad Hornung aus Siegrothsbruch (Gem. Dreetz, Lkr. Ostprignitz-Ruppin) abgetreten. Die jährliche Pacht war auf 340 Taler erniedrigt worden. 1795 gehörten zu diesem Gut: eine Ritterhufe Acker, der Wehdehof in Gandenitz, die Herrenbreiten (auf der urspr. Hermsdorfer Feldmark), der „Eichwerder“ (heute ?), die wüste Dorfstelle Hermsdorf (südöstlich des Dorfkerns) und die drei Seen „Bergsee“ (verlandet), Schulzensee und „Finnsee“ (Fienensee).

### 19. Jahrhundert
1801 wird das Dorf wie folgt beschrieben: 10 „Ganzbauern“ (Vollbauern), 3 Ganzkossäten, 22 Einlieger, eine Schmiede, Krug, Teerofen und ein Forsthaus in der Gandenitzer Heide. Insgesamt wurden 27 Feuerstellen gezählt. 1805 ging das Gut Gandenitz an einen gewissen Rohde, dessen Familie noch bis mindestens 1850 Pächter war. Um 1850 lasteten auf dem Gut auch nach 22 Taler 12 Groschen und 6 Pfennige Abgaben wegen des Wehdehofes und 22 Scheffel Roggen in natura. Im Veräußerungsfall muss ein Laudemium von 266 Talern, 2 Groschen und 6 Pfennigen entrichtet werden. Teile des Gutes lagen auch auf der Feldmark der Stadt Templin. 1840 war das Dorf auf 45 Wohnhäuser angewachsen. 1843 vernichtete ein Großbrand fast die ganze Südseite des Dorfes. 39 Familien mit etwa 130 Personen wurden obdachlos. Aus den Städten Templin und Lychen sowie den umliegenden Dörfern waren Feuerwehren mit 19 Spritzen und 27 Wasserwagen waren im Einsatz.
Die Witwe Beyer beantragte 1842 die Genehmigung zum Bau einer Mühle in Gandenitz. 1848 erhielt der Bauer August Schulze die Genehmigung zum Bau einer weiteren Windmühle, "44 Ruthen vom Mahlendorfer Weg und 250 Ruthen vom Dorfe entfernt" zu erbauen. 1852 wurde eine neue Schule errichtet. 1852 legte der Gandenitzer Schulze den Plan zur Genehmigung vor, einen neuen Teerofen auf dem Gelände des alten Teerofens zu errichten und außerdem eine Ziegelei auf seinem Acker zu erbauen. Die Ziegelei wurde erst 1860 tatsächlich eingerichtet. Es handelte sich wahrscheinlich um die 1900 östlich des Wohnplatzes Küstrinchener Weg eingezeichnete Ziegelei. 1860 gab es im Dorf 5 öffentliche Gebäude, 51 Wohnhäuser 86 Wirtschaftsgebäude, darunter zwei Bockwindmühlen und einen Teerofen. Das Gut bestand aus drei Wohngebäuden und neun Wirtschaftsgebäuden. Die eine Bockwindmühle stand nördlich des Dorfkerns auf einer kleinen Anhöhe hinter den Häusern Mahlendorfer Straße 12 bis 16. Die Stelle ist heute noch durch ein kreisförmiges Grundstück markiert. Die Sozialstruktur des Dorfes wurde 1861 gut beschrieben (ohne Bauern). In Gandenitz lebten ein Kaufmann, zwei Agenten, eine Schiffsmannschaft, ein Gastwirt, zwei Leinewebermeister mit zwei Gehilfen, zwei Ziegeleiarbeiter, ein Mühlenmeister mit zwei Gehilfen, zwei Bäckermeister, drei Maurer, zwei Zimmerleute, ein Stellmachermeister, ein Schmiedemeister, zwei Schuhmachermeister, ein Schneidermeister mit einem Gehilfen, zwei Schneiderinnen, zwei Tischlermeister, und ein Musiker(!) mit vier Gehilfen. 1868 wurde Schulze Gollin zum stellvertretenden Feuerlösch-Commissarius für den X. Bezirk des Kreises Templin gewählt.
1900 wurden bereits 75 Wohnhäuser gezählt. Nordwestlich des Ortskerns ist um 1900 eine Lehmgrube eingezeichnet.

### 20. und 21. Jahrhundert
1907 wohnte ein Hilfsförster in der Försterei Eichkamp. 1931 war das Dorf auf 83 Wohnhäuser angewachsen, und 1939 wurden 443 Einwohner registriert. Drei Gutsbesitzer hatten 93, 52 und 47 ha. Sechs Bauern hatte Güter zwischen 23 und 50 ha. Zwölf Personen hatten Grundbesitz zwischen einem Hektar und 18 ha, darunter ein Maurerpolier und zwei Musiker. Die zwei Gastwirte hatten Grundbesitz von 7 und 13 ha. Der Schmiedemeister besaß 5,5 ha, der Bäckereibesitzer 5 ha. Ein Bauunternehmer besaß 4 ha und eine Kaufmannsfrau 9 ha. Weiter wurden genannt ein Maurerpolier, ein Förster, ein königlicher Förster a .D., ein Militäranwärter, zwei Lehrer, zwei Rentiers und ein in Templin wohnender Gutsbesitzer, der das über 100 ha große frühere Rittergut bewirtschaftete. 1939 war das frühere Rittergut bereits aufgeteilt worden. Nach dem Historischen Ortslexikon wurde die Försterstelle Eichkamp nun Moses Krug genannt. 1958 existierte eine erste Landwirtschaftliche Produktionsgenossenschaft (LPG) Typ III (gemeinschaftliche Ackerbewirtschaftung und gemeinschaftliche Viehhaltung) mit 44 Mitgliedern und 279 ha landwirtschaftlicher Nutzfläche. 1960 hatte sich eine zweite LPG vom Typ I(gemeinschaftliche Feldbewirtschaftung) gebildet, in der sich 46 Personen zusammengeschlossen und 290 ha Nutzfläche eingebracht hatten. Die LPG Typ I hatte noch 42 Mitglieder bei 291 ha Nutzfläche. 1968 wurde sie an die LPG Typ III angeschlossen. 1978 war die Revierförsterei des Staatlichen Forstbetriebes Templin in Gandenitz ansässig.

### Politische Geschichte
Der ursprünglich markgräfliche Ort war in der ersten Hälfte des 14. Jahrhunderts zeitweilig im mecklenburgischen und pommerschen Besitz. 1375 bis nach 1416 war es im Besitz der Familie Slepke. Noch vor 1445 müssen die Bürger Kraetze und Schile in den Besitz von Gandenitz gekommen sein, denn sie werden als Vorbesitzer genannt, als der brandenburgische Markgraf Friedrich II. die wüste Dorfstätte an die Stadt Templin verlieh. Der Ort blieb im Besitz der Stadt Templin bis 1872. Gandenitz gehörte somit bis zur Kreisreform von 1815/6 zum Uckermärkischen Kreis, nach der Kreisreform zum Landkreis Templin. Bei der Kreisreform von 1952 verblieb Gandenitz beim neu zugeschnittenen Kreis Templin, der 1990 noch in Landkreis Templin umbenannt wurde. 1993 wurden die drei uckermärkischen Kreise Angermünde, Prenzlau und Templin zum Landkreis Uckermark vereinigt. 1992 hatte sich Gandenitz mit 13 anderen Gemeinden zu einer Verwaltungsgemeinschaft, dem Amt Templin-Land zusammengeschlossen. 2003 wurde Gandenitz wie auch die anderen Gemeinden des Amtes Templin-Land per Gesetz in die Stadt Templin eingegliedert, das Amt aufgelöst. Seither ist Gandenitz ein Ortsteil der Stadt Templin.

### Kirchliche Geschichte
1375 war Gandenitz Mutterkirche und gehörte zur Sedes Templin. Nach der Wiederbesiedlung im 16. Jahrhundert war Gandenitz erneut Mutterkirche. 1618 wohnte der Pfarrer aber in Templin. 1692 bis 1717 war Gandenitz wiederum Mutterkirche.

## Denkmale

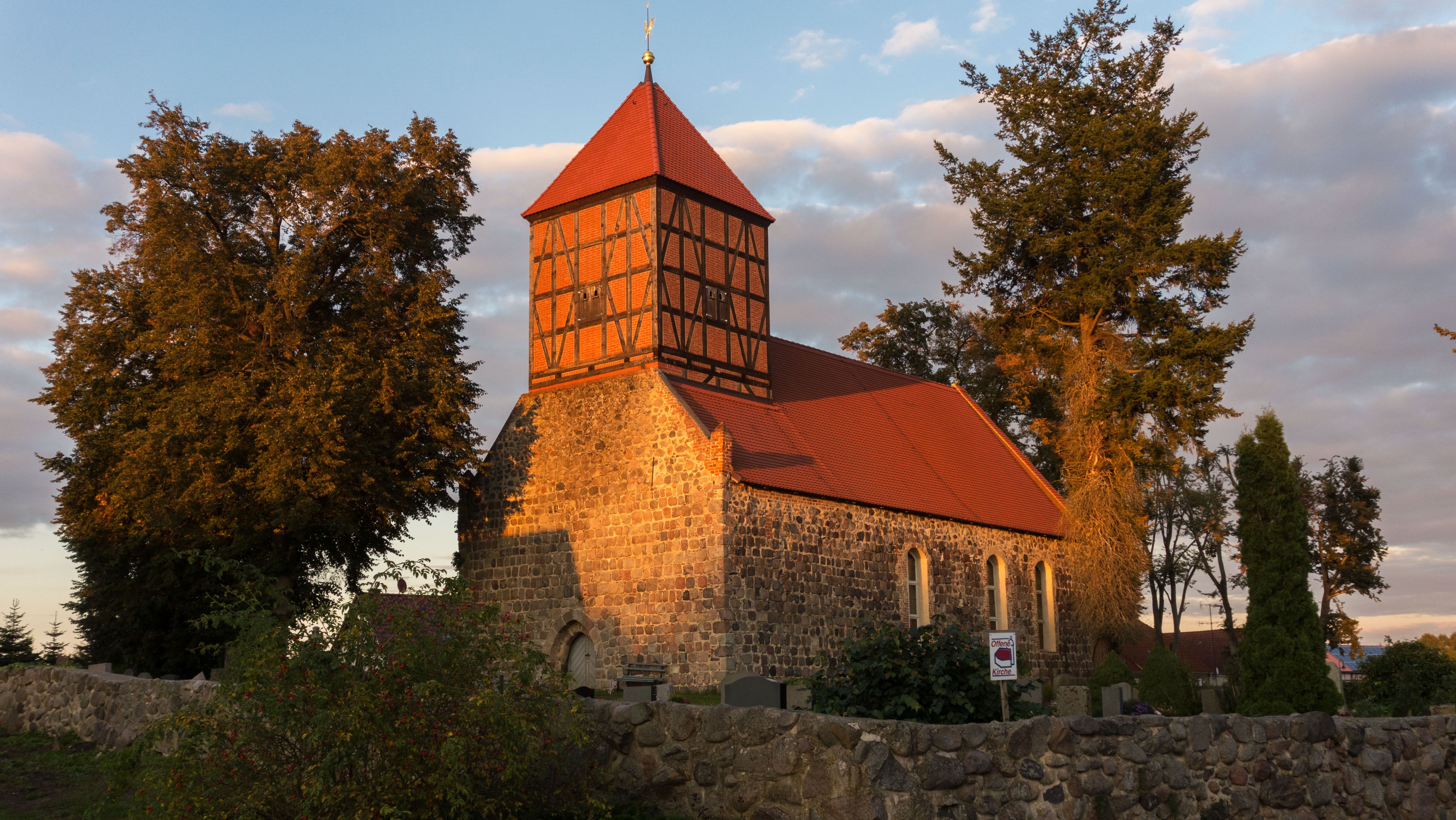
Feldsteinkirche "St. Peter und Paul"

Die Denkmalliste des Landes Brandenburg für den Landkreis Uckermark verzeichnet für Gandenitz nur ein Baudenkmal, die Dorfkirche Gandenitz, einen  Feldsteinbau  aus der 2. Hälfte des 13. Jahrhunderts.

### Weitere Denkmale und bemerkenswerte Gebäude

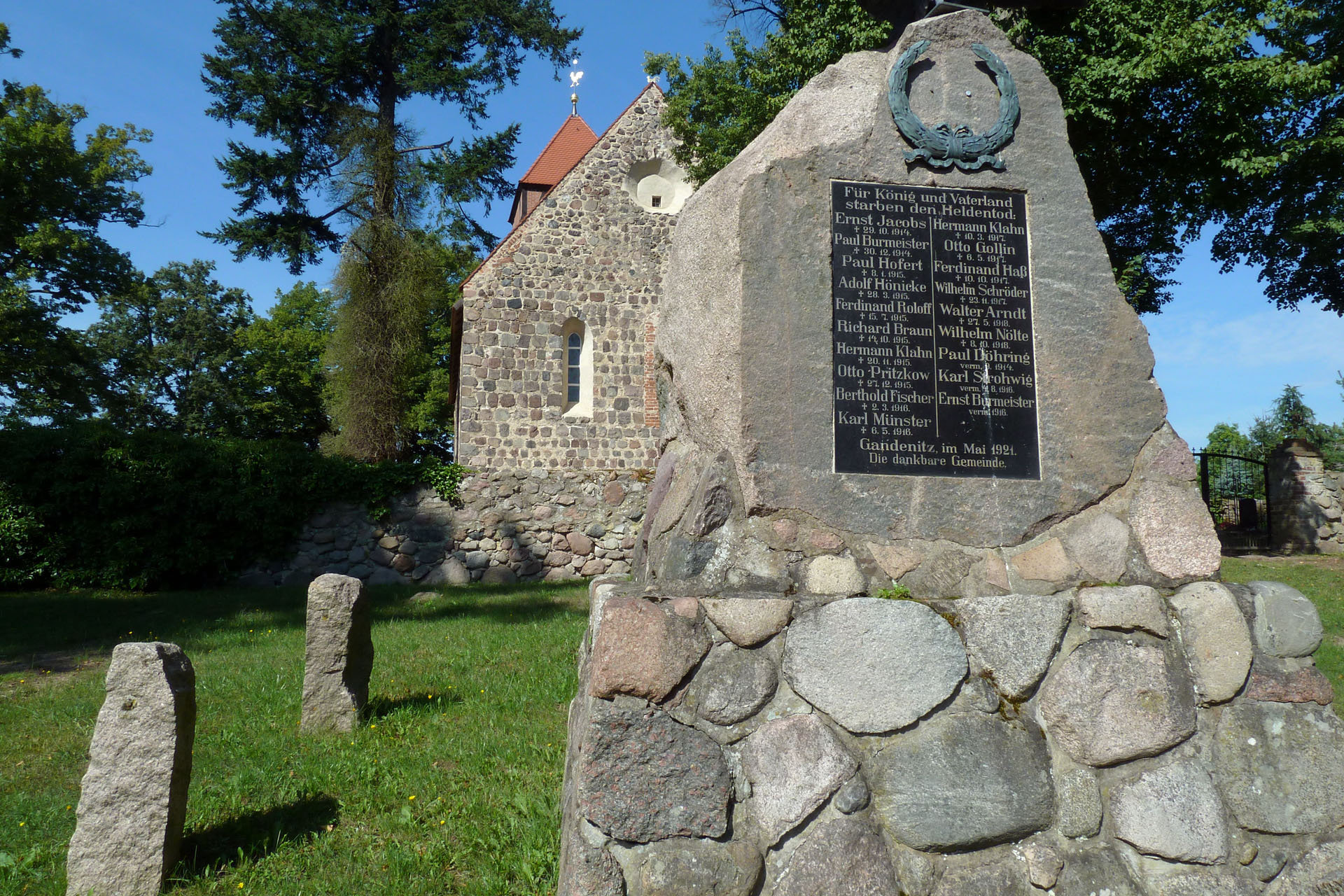
Kriegerdenkmal Gandenitz von 1921

- Kriegerdenkmal am Friedhof Gandenitz, eingeweiht 1921[11]
- Alter Gasthof[11]
- Ehemaliges Schulgebäude. Der Bau wurde 1852 errichtet, 1865 wurde die Schule erweitert. Ab 1951 wurden hier nur noch Schüler der 1. bis 4. Klasse unterrichtet. Die Schule  wurde 1975 aufgelöst.[11]
- Ehemalige Bäckerei. Vermutlich schon um die Mitte des 19. Jahrhunderts eingerichtet. Bis 1935 wurde neben der Bäckerei auch eine Bockwindmühle betrieben, die im 1951 abgerissen wurde. 1973 schloss die Bäckerei.[11]
- Alte Schmiede. Die Schmiede geht auf die Mitte des 19. Jahrhunderts zurück, 1852 war der Schmiedemeister und Gerichtsmann August Behrend Besitzer der Schmiede.  Die Schmiede wurde bis 1955 betrieben.[11]
- Einige Fachwerkhäuser am Dorfanger[11]
- Gasthof "Zur Linde"[11]